# 岡沢秀虎
岡沢 秀虎（おかざわ ひでとら、1902年5月13日 - 1973年3月8日）は、ロシア文学者、評論家。

## 経歴
1902年、山口県生まれ。豊浦中学を卒業して、早稲田大学露文科に進んだ。在学中は早大童話会に所属。1940年、早稲田大学教授に就任。
太平洋戦争後の1946年、復活した露文科の再建にあたる。早稲田大学露文科に米川正夫を迎え、後進の育成に尽くした。研究者としてはスターリン体制の欠陥を指摘していた。

## 著書
- 『ソヴェートロシア文學理論』 世界社 1930
- 『露西亜語四週間』 大学書林 1931
- 『集団主義の文芸』 青年書房 1940
- 『ロシヤ語講座』 初等・中等篇 時事通信社 1946
- 『ソヴェート文芸思潮史』 第1巻 北斗書院 1947
- 『ソヴェート文学概論』 東京堂 1947 (近代文庫)
- 『文学論』 霞書房 1947
- 『ロシヤ文学論攷』 ツルゲーネフ・トルストイ・ドストエーフスキイ 改造社 1948
- 『文芸学原論』 東京堂 1948
- 『ロシヤ語入門』 創芸新社 1956
- 『文芸学原理』 学芸書房 1959
- 『トルストイ研究』 理想社 1963
- 『ロシヤ十九世紀文学史』 上下 早稲田大学出版部 1971-76

## 翻訳
- 異教徒(ニゾヴオーイ)[1]・ 百姓(ヤーコヴレフ 新興文学全集 平凡社 1930
- 一月九日 ゴーリキイ全集 第3巻 改造社 1931
- 親愛なる同志 ワヂム・コジエフニコフ[2] 七星書院 1946 (現代ソ聯文学選)

## 参考
- 日本人名大辞典